# Kate Tyrrell
Kate Tyrrell (* 1863 in Arklow; † 4. Oktober 1921) war eine irische Kapitänin und Schiffseignerin, die durchsetzte, dass auch Frauen als Schiffseigner in die offiziellen Dokumente eingetragen werden.

## Leben
Kate Tyrrell wurde 1863 als zweite von vier Töchtern von Edward Tyrrell und seiner Frau Elizabeth in Arklow geboren. Ihr Vater war Inhaber einer kleinen Schifffahrtsgesellschaft und Kapitän auf seinen eigenen Schonern, mit denen Waren zwischen Irland und Wales transportiert wurden. Tyrrell interessierte sich bereits früh für die Arbeit auf den Schiffen, hielt sich in der Werft auf und füllte bereits im Alter von 12 Jahren die nötigen Versandpapiere aus. Schnell war klar, dass sie die Nachfolge ihres Vaters antreten würde.
Eine ihrer jüngeren Schwestern starb im Frühjahr 1882 an Tuberkulose und in Folge erkrankte auch ihre Mutter, die zusätzlich unter Depression litt. Nachdem es ihrer Mutter zunehmend schlechter gegangen war, übernahm Tyrrell im Alter von 19 Jahren die Verantwortung für die Buchführung des Unternehmens und führte den Haushalt. Gegen Ende des Jahres 1882 starb Elizabeth Tyrrell wie ihre Tochter an Tuberkulose. Neben der Arbeit im Haushalt und in der Firma fand Kate Tyrrell noch Zeit, um mit ihrem Vater zu segeln. Er versprach ihr, dass sie einmal ihr eigenes Schiff besitzen würde.

## Schiffseignerin
Als Edward Tyrrell im Jahr 1885 den Schoner Denbighshire Lass in Wales kaufte, setzte er seine Tochter Kate als Eigentümerin ein, auch wenn alle drei Töchter die gleichen Rechte am Schiff hatten. Kate segelte auf der Überführungsfahrt das 62-Tonnen-Schiff von Wales nach Irland. Die Denbighshire Lass war das größte und wichtigste Schiff in der kleinen Schifffahrtsgesellschaft der Tyrrell. Sie beförderte neben Kohle, Eisenerz und Textilien auch zerbrechliche Waren wie Ziegel und Fliesen.
Auf einer Fahrt im Jahr 1886 starb Edward Tyrrell an Bord der Denbighshire Lass an einem Herzinfarkt. Kate Tyrrell übernahm das Familienunternehmen, verkaufte die anderen Schiffe und wurde die Alleineigentümerin der Denbighshire Lass. Als Frau war es ihr jedoch nicht gestattet, in den offiziellen Dokumenten als Eigentümerin eingetragen zu werden. So musste sie einen vertrauenswürdigen männlichen Mitarbeiter Lawrence Brennan als Eigentümer eintragen, obwohl sie weiterhin die Gesellschaft leitete, sich um nötige Reparaturen kümmerte, die Besatzung leitete und die Warensendungen organisierte. Sie führte strenge Regeln ein. So war es den Mitarbeitern verboten, an Bord betrunken zu sein. Wer dabei erwischt wurde, wurde von ihr umgehend entlassen.
Ihre zweite jüngere Schwester starb im Jahr 1888 ebenfalls an Tuberkulose, so dass von der Familie nur Kate und ihre ältere Schwester noch am Leben waren und im Haus der Familie wohnten. Ihre Schwester führte nun den Haushalt und Kate kümmerte sich um die Gesellschaft, verbrachte die meiste Zeit auf See, lernte die Navigation und alle Aspekte des Segelns.
Inspiriert durch die Frauenrechtebewegung kämpfte sie ab Anfang der 1890er Jahre um das Recht, auf allen offiziellen Papieren als Eignerin eingetragen zu werden. Dieses Ziel erreichte sie im Jahr 1899. Sie wurde schließlich 14 Jahre nachdem sie anfing als Skipper zu arbeiten, offiziell als Eignerin eingetragen.
Während des Ersten Weltkriegs navigierte die Denbighshire Lass ohne Zwischenfälle und ohne Versicherung durch die Minen der Irischen See und war das erste Schiff, welches in einem ausländischen Hafen die neue irische Trikolorenflagge hisste.

## Ehe und Tod
Kate Tyrrell heiratete 1896 John Fitzpatrick, den Neffen ihres Mitarbeiters Brennan, der lange Zeit auf den Papieren Eigner ihres Schiffes war. Mit Fitzpatrick war sie seit ihrer Kindheit befreundet und er arbeitete als Matrose und nach dem Tod von Kates Vater auch als Kapitän auf der Denbighshire Lass. Im Jahr 1900 wurde der gemeinsame Sohn John geboren und im Jahr 1905 die Tochter Elizabeth. Bei dieser Schwangerschaft und der Geburt litt die Gesundheit von Kate Tyrrell, die ihren Mädchennamen beibehalten hatte, erheblich und sie wäre fast gestorben. Sie erholte sich gesundheitlich nicht wieder vollständig. Sie blieb immer mehr an Land, bis sie die Seefahrt schließlich aufgab. Kate Tyrrell starb im Jahr 1921.
Teile ihres Nachlasses befinden sich im Arklow Maritime & Heritage Museum in Arklow. Am Internationalen Frauentag 2018 fand ihr zu Ehren eine Veranstaltung in Arklow statt.